# Hans Reh
Hans Reh (* 21. Februar 1889 in Limbach als Oswald Johannes Reh; † 27. März 1963 in Annaberg-Buchholz) war ein deutscher Lehrer und Schriftsteller.

## Leben und Wirken
Nach dem Schulabschluss studierte und promovierte er 1919 an der Universität Leipzig zum Dr. phil. Das Thema seiner Dissertation lautete Gottlob Leberrecht Schulze der Verfasser des ersten sächsischen Volksschulgesetzes von 1835 und erschien bei Dürr in Leipzig in Druck. Danach war er als Studienrat zunächst in Leipzig und später in Annaberg im Erzgebirge tätig. In seiner Freizeit wirkte er auch als Erzähler und Bühnenschriftsteller. 

## Werke (Auswahl)
- Graf Tisza. 1930.
- Der Stülpner Karl. 1931.
- Obererzgebirgische Passionsspiele 1932.
- Weihnachtliches Altarspiel. 1932.
- Die lange Schicht. 1933.
- Das Spiel vom Frohnauer Hammer. 1933.
- Theodor Körner. 1934.
- Deutsches Osterspiel. 1935.
- Auf rasenden Achsen. 1942.
- Die brennende Grenze. Dresden 1942.